# Thomas Bernhard

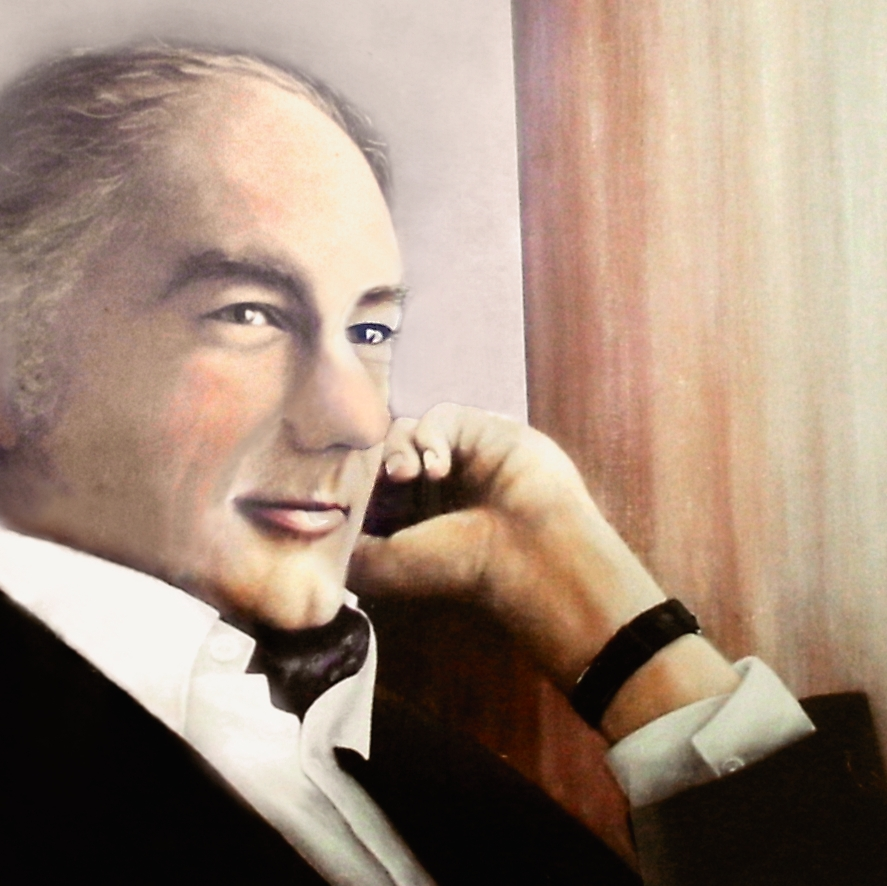
Thomas Bernhard

Nicolaas Thomas Bernhard (9. února 1931 Heerlen, Nizozemsko – 12. února 1989 Gmunden, Rakousko) byl rakouský spisovatel a dramatik, držitel řady ocenění. Je všeobecně považován za jednoho z nejvýznamnějších poválečných německy píšících autorů. Svými díly nezřídka vzbuzoval kontroverze.

## Život
Nicolaas Thomas Bernhard se narodil 9. února 1931 v nizozemském Heerlenu, kde jeho matka Herta Bernhardová (1904–1950) pracovala jako pomocnice v domácnosti. Důvodem Hertina odchodu z Rakouska nebyla nabídka lukrativnější pozice v Nizozemí, nýbrž především předsevzetí porodit nemanželské dítě daleko od domova. Otec dítěte, rakouský truhlář Alois Zuckerstätter se nehodlal s Hertou oženit, jak bylo v dané době v silně katolickém Rakousku běžné a žádoucí, a navíc po celý svůj život otcovství popíral, přestože mu bylo místními úřady přiznáno. Zuckerstätter odmítal platit alimenty a záhy po narození dítěte prchl do Německa a roku 1940 se v Berlíně, patrně úmyslně, otrávil plynem. Thomas Bernhard se s otcem nikdy nesetkal a měl o něm pouze kusé informace. Sám se domníval, že Zuckerstätter zemřel roku 1943 ve Frankfurtu nad Odrou, toto tvrzení však literární vědci vyvrátili.
Situace svobodné matky Herty Bernhardové nebyla jednoduchá. Novorozeně s ní strávilo první půlrok v nejrůznějších provizorních příbytcích v Rotterdamu a okolí, krátce s ní přebývalo i na rybářské lodi, než jej Herta na podzim roku 1931 předala do péče svým rodičům, v té době žijícím ve Vídni. U prarodičů, nepříliš úspěšného rakouského spisovatele Josefa Freumbichlera (1881–1949) a Anny Bernhardové rozené Schönbergové (1878–1965), která utekla od svého manžela Karla Bernharda a život strávila po Freumbichlerově boku, prožil Thomas Bernhard velkou část dětství, a to zprvu ve Vídni, od roku 1935 v Seekirchenu u Salcburku. Bernhardova matka se mezitím provdala za kadeřníka Emila Fabjana a společně s ním se usadila v bavorském Traunsteinu.

## Dílo
Ve své zemi byl často označován jako „káleč do vlastního hnízda“ (německy Nestbeschmutzer), v cizině je velmi oceňován.
Bernhardovo dílo je prostoupeno pocity pramenícími z opuštěnosti (v dětství i mládí) a nevyléčitelné choroby, viděním smrti jako základní součásti života. Pohled na stav světa (často s odkazem na konkrétní situaci) vyjadřuje obvykle formou osamělého monologu ke spíše mlčenlivému posluchači. To platí jak pro hry, tak pro prózu, kde jsou monology předávány z druhé ruky právě fiktivním posluchačem.
Hlavní hrdina často odsuzuje urážlivým způsobem národ pitomců a vůbec vše rakouské. Předmětem odsudku je také stát (označovaný za katolicko-nacionálně-socialistický), významné instituce (např. vídeňský Burgtheater) a všeobecně respektovaní umělci. Jeho dílem prostupuje zápas s osamělostí a sebezničujícím nedosažitelným perfekcionismem, přičemž dosažení uspokojivého výsledku by znamenalo stagnaci, a tudíž smrt.

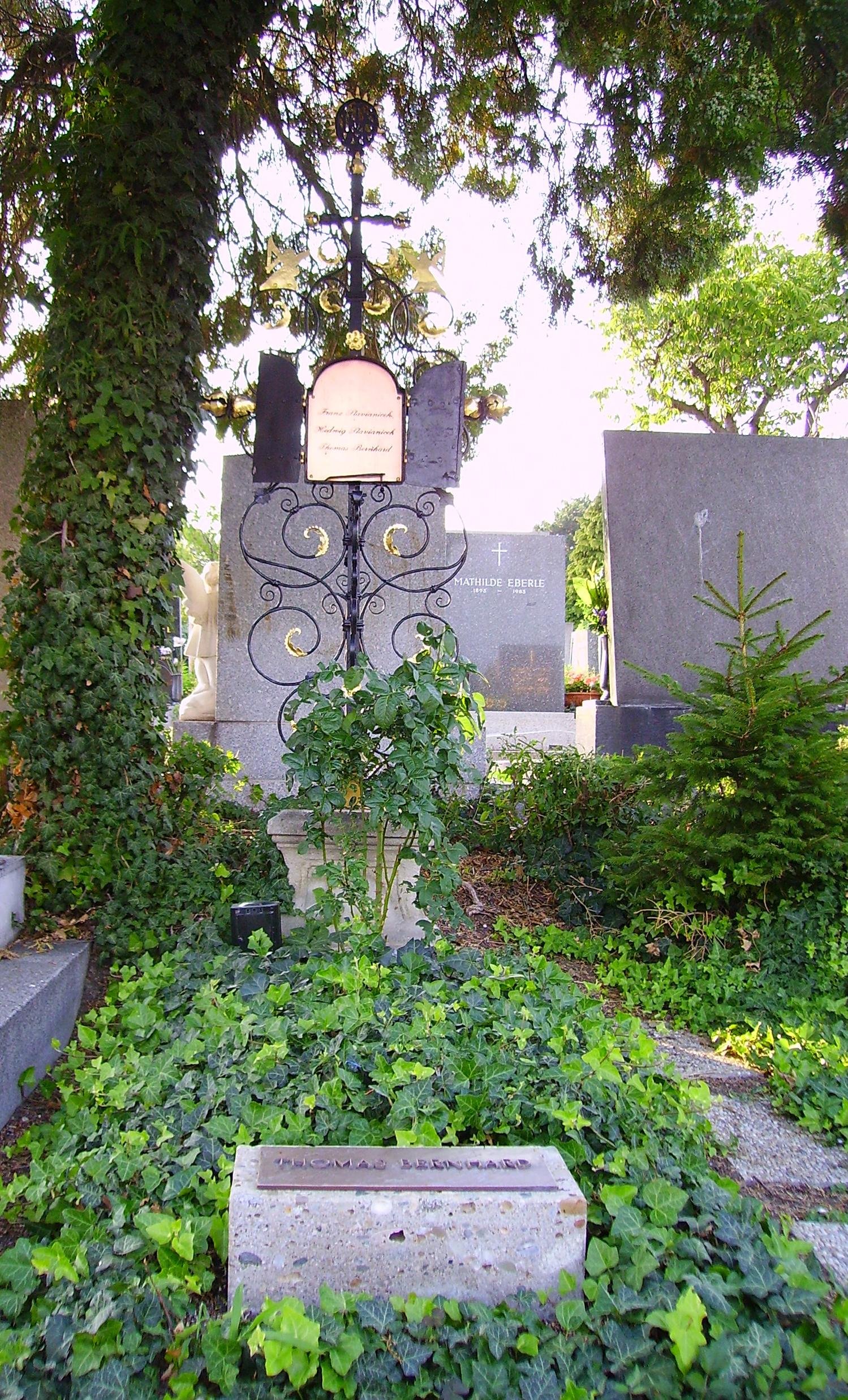
Hrob Thomase Bernharda ve Vídni ('Grinzinger Friedhof')

Jeho komentář „Es ist alles lächerlich, wenn man an den Tod denkt“ (Vše je směšné, pomyslíme-li na smrt) při udělení rakouské ceny roku 1968 vyústil v jeden z jeho mnoha veřejných skandálů, které se staly součástí jeho proslulosti. Bernhardova novela Mýcení (Holzfällen, 1984) nemohla být dlouhá léta vydána kvůli procesu pro urážku na cti bývalého přítele. Řada Bernhardových her – zejména Náměstí Hrdinů (Heldenplatz, 1988) – se setkala s kritikou konzervativních kruhů, které prohlašovaly, že poskvrňují rakouskou pověst. Tyto hry byly často inscenovány ve vídeňském Burgtheatru kontroverzním německým režisérem Clausem Peymannem, kritizovaným za uvádění současných her v chrámu vysokého umění.
I po smrti způsobil Bernhard rozruch svou, jak ji sám nazýval, posmrtnou literární emigrací, protože v závěti zakázal publikovat, uvádět či veřejně přednášet texty a hry uvnitř rakouských hranic. Nadace International Thomas Bernhard Foundation založená vykonavatelem Bernhardovy poslední vůle a nevlastním bratrem Dr. Peterem Fabjanem se po uplynutí 10 let od autorovy smrti dohodla s Bernhardovým domovským nakladatelstvím Suhrkamp a „ve prospěch Bernhardova díla“[zdroj?] se rozhodla poslední vůlí neřídit. Testament v tomto směru neurčoval žádné sankce.
V České republice vychází Bernhardovo dílo dlouhodobě v nakladatelství Prostor. Na Slovensku je vydává Kalligram a Vydavateľstvo Spolku slovenských spisovateľov.
Bernhardovy protiklady jsou zcela jasné. To, jak miluje zahradníky, Bachmannovou, jak miluje lidi, kteří v sobě ještě mají nějaký život, nějakou svěžest, nějakou originalitu, jak miluje dědečka, ukazuje, že je výsostně kladným spisovatelem, výsostně optimistickým spisovatelem. Dokáže velmi dobře pojmenovat zlo a pak ho velice správně nadsadit.
Jan Antonín Pitínský 

## Výběr z díla

### Próza
- Ano (Ja, 1978), česky Prostor 2004, překlad Hana Staviařová, ISBN 80-7260-106-7
- Beton (Beton, 1982), česky Prostor 2001, překlad Radovan Charvát, ISBN 80-7260-043-5
- Chůze (Gehen, 1971), česky Prostor 2005, překlad Miroslav Petříček, ISBN 80-7260-143-1
- Imitátor hlasů (Der Stimmenimitator, 1978), česky Prostor 2002, překlad Radovan Charvát, ISBN 80-7260-072-9
- Je to komedie? Je to tragédie? povídky, česky Prostor 2003 a 2008, překlad Tomáš Dimter, Radovan Charvát, Michaela Jacobsenová, Marek Nekula, Miroslav Petříček, Bohumil Šplíchal, ISBN 978-80-7260-187-5
- Konzumenti levných jídel (Die Billigesser), česky Prostor 2006, překlad Tomáš Dimter, ISBN 80-7260-158-X
- Korektura (Korrektur, 1988), česky Prostor 1998, překlad Miroslav Petříček, ISBN 978-80-7260-223-0
- Korektura-Ztroskotanec-Mýcení, Prostor 2009, překlad M. Petříček, T. Dimter a M. Nekula, ISBN 978-80-7260-227-8
- Moje ceny (Meine Preise), česky Prostor 2009, překlad Miroslav Petříček, ISBN 978-80-7260-208-7
- Moušlování a jiné prózy (Ungenach, Amras, Watten), česky Prostor 2008, překlad Miroslav Petříček a Michaela Jacobsenová, ISBN 978-80-7260-203-2
- Mráz (Frost), česky Prostor 2007, překlad Radovan Charvát, ISBN 978-80-7260-173-8
- Mýcení. Rozčilení (Holzfällen. Eine Erregung, 1984), česky Prostor 2000, 2009, překlad Marek Nekula, ISBN 80-204-0815-0
- Na výšinách (In der Höhe. Rettungsversuch, Unsinn), Prostor 2009, překlad Miroslav Petříček, ISBN 978-80-7260-215-5
- Obrys jednoho života (tzv. autobiografické prózy), nakl. Mladá Fronta 2008 (2. vyd.), překlad Marek Nekula, ISBN 978-80-204-1784-8
- Rozrušení (Verstörung, 1967), česky Prostor 2004, překlad Radovan Charvát, ISBN 80-7260-119-9
- Soumrak duší. Básně (Gedichte), česky Prostor 1995, 2001, překlad Zlata Kufnerová, ISBN 80-7260-057-5
- Staří mistři (Alte Meister, 1985), česky Prostor 1994, 2004, překlad Bohumil Šplíchal, ISBN 80-85190-33-8
  - komiksová adaptace románu Staří mistři od Nicolase Mahlera, česky Archa 2013, překlad Bohumil Šplíchal, ISBN 978-80-87545-17-1
- Události a jiné prózy (Ereignisse und verstreut erschienene Erzählungen), česky Prostor 2011, překlad Radovan Charvát, ISBN 978-80-7260-255-1
- Vápenka (Das Kalkwerk, 1970), česky Prostor 2005, překlad Tomáš Dimter, ISBN 80-7260-149-0
- Velký, nepochopitelný hlad (Großer, unbegreiflicher Hunger. Kurzprosa und Erzählungen), česky Prostor 2010, překlad Radovan Charvát, ISBN 978-80-7260-241-4
- Vyhlazení. Rozpad (Auslöschung. Ein Zerfall, 1986), česky Prostor 1999, 2014, překlad Radovan Charvát, ISBN 80-7260-007-9
- Wittgensteinův synovec (Wittgensteins Neffe), česky Prostor 2005, překlad Miroslav Petříček, ISBN 80-7260-135-0
- Ztroskotanec (Der Untergeher), česky Prostor 2009, překlad Tomáš Dimter, ISBN 978-80-7260-224-7

### Divadelní hry
- Světanápravce (Der Weltverbesserer, 1979), v české premiéře uvedlo Pražské komorní divadlo, režie Dušan Pařízek, 2006
- U cíle (Am Ziel, 1979)
- Divadelník (Der Theatermacher, 1984), v české premiéře uvedlo Divadlo Na zábradlí, režie Jan Antonín Pitínský, 1999
- Ritter, Dene, Voss, 1984, v české premiéře uvedlo Divadlo Na zábradlí, režie Jan Antonín Pitínský, 1996
- Ritter, Dene, Voss: Jednoduše komplikovaně; Alžběta II. Přeložila Zuzana Augustová. Praha: Pallata, 1998. ISBN 8090171095.
- Náměstí Hrdinů (Heldenplatz, 1984), v české premiéře uvedlo Divadlo Na zábradlí, režie Juraj Nvota, 2003.
- „Bernhard monument“, 2010, pět her inspirovaných Bernhardovou tvorbou, uvedla divadelní skupina Depresivní děti touží po penězích, 2010.
- Mýcení (Holzfällen, 1984), v české premiéře uvedlo Divadlo Na zábradlí, překlad Marek Nekula, adaptace a režie Jan Mikulášek, 2021.

#### Český rozhlas
- Minetti. Portrét umělce jako starého muže (Minetti. Ein Portrait des Künstlers als alter Mann). 1977, v češtině jako rozhlasovou adaptaci provedl Josef Henke, překlad: Josef Balvín, osoby a obsazení: Minetti (Otomar Krejča), Dáma (Antonie Hegerlíková), dívka (Anna Suchánková), Hotelový vrátný (Soběslav Sejk), Hotelový sluha (Miroslav Masopust), Muž se psí maskou (Jiří Klem), lilipután + maškara + harmonika (Petr Šplíchal), Opilec + maškara (Josef Plechatý), starý kulhající muž (Josef Henke), Maškara + dívčin přítel (Viktor Dvořák), Maškary (Dana Verzichová, David Švehlík, Aleš Pospíšil, Jaroslav Slánský, Jana Stryková, Vladimír Senič a Jiří Litoš) a hlášení (Světlana Lavičková)[12]

### Autobiograficky laděné prózy
- Příčina (Die Ursache, 1975)
- Sklep (Der Keller, 1976)
- Dech (Der Atem, 1978)
- Chlad (Die Kälte, 1981)
- Dítě (Das Kind, 1982)

Všech pět vyšlo česky souhrnně r. 1997 pod názvem Obrys jednoho života, ISBN 80-204-0623-9